# パーマネント ミッドナイト
『パーマネント ミッドナイト』（原題：Permanent Midnight）は、1998年のアメリカ映画。
原作は脚本家・ジェリー・スタール（en:Jerry Stahl）による自伝。
薬物使用および強い性的なシーンが含まれるため、アメリカ合衆国ではR指定にされている。

## キャスト
| 役名     | 俳優                       | 日本語吹替 |
| -------- | -------------------------- | ---------- |
| ジェリー | ベン・スティラー           | 桐本琢也   |
| キティ   | マリア・ベロ               | 林真里花   |
| ニッキー | オーウェン・ウィルソン     | 小野塚貴志 |
| サンドラ | エリザベス・ハーレイ       | 甲斐田裕子 |
|          | ジェイ・ポールソン         |            |
|          | スペンサー・ギャレット     |            |
|          | ローデス・ベネディクト     |            |
|          | コニー・ニールセン         |            |
|          | フレッド・ウィラード       |            |
|          | チョーンシー・レオパルディ |            |

- その他の声の吹き替え：野中秀哲／松久保いほ／渡辺英雄／清和祐子／沢口千恵／高橋沙織／最上嗣生／田中一永